# وزارت نیرو (سوریه)
وزارت نیروی سوریه (به عربی: وزارة الطاقة السوریة) یک وزارت‌خانه دولتی در سوریه و بخشی از کابینه است. این وزارت مسئول توسعه و اجرای سیاست‌های مربوط به نفت و فرآورده‌های مرتبط است.

## وزیران نیرو
- محمد البشیر (۲۹ مارس ۲۰۲۵ – اکنون)[۶]